# Emmanuel Amunike
Emmanuel Amunike   (Obodo, 25 de desembre de 1970) és un entrenador de futbol professional nigerià i antic jugador de futbol professional que va jugar d'extrem.
Jugador internacional amb la selecció de futbol de Nigèria, participà en la Copa del Món de Futbol 1994 i fou campió de la Copa d'Àfrica de Nacions 1994 i medalla d'or als Jocs Olímpics d'Atlanta 1996. En l'àmbit de clubs destacà a l'Sporting Clube de Portugal, d'on donà el salt al FC Barcelona, però les lesions l'impediren de destacar. Actualment, és l'entrenador ajudant de la selecció de Nigèria.

## Jugador
Va jugar al Zamalek, l'Sporting CP, el Barcelona i l' Albacete.
Amunike va jugar 27 vegades amb Nigèria, marcant nou gols. Va formar part de l'equip que va participar en la Copa del Món de la FIFA 1994 als Estats Units, marcant contra Bulgària i Itàlia; també en aquell any, va ajudar els Super Eagles a guanyar la Copa d'Àfrica de Nacions de 1994 a Tunísia, i finalment va ser votat Futbolista Africà de l'Any.
A més, Amunike va jugar els jocs dels Jocs Olímpics d'estiu de 1996 a Atlanta, marcant el gol de la victòria a la final quan l'equip nacional va guanyar la medalla d'or. Els problemes de genoll el van mantenir fora de la Copa del Món de la FIFA de 1998.

## Entrenador
Després de retirar-se a finals del 2004, Amuneke es va traslladar a Cantàbria el 2006, on va viure amb la seva dona espanyola, Fàtima, i també estava fent els seus cursos d'entrenador. Paral·lelament, també entrenava alguns equips juvenils a la SD Reocín. Després d'un període al club saudita Al Hazm com a entrenador ajudant, Amuneke es va fer càrrec del club nigerià Julius Berger FC l'agost de 2008.
El 23 de desembre de 2008, Amuneke va assumir tasques d'entrenament per a alguns equips a Nigèria, després de completar dos anys de cursos de formació a Europa. El novembre de 2009, es va fer càrrec d'Ocean Boys.
Amunike va entrenar la selecció de futbol sub-17 de Nigèria que va guanyar la Copa del Món el 2015. El 6 d'agost de 2018, va ser nomenat entrenador de la selecció de futbol de Tanzània. Va aconseguir classificar-se per a la Copa d'Àfrica de Nacions 2019, però va renunciar a entrenar l'equip després de perdre els tres partits. El novembre de 2019, va dir que estava buscant una nova feina.
Amunike va ser nomenat entrenador del club de la Premier League egípcia, Misr Lel Makkasa SC el febrer de 2021. El març de 2021, el seu paper va canviar a director d'acadèmies.

## Èxits

### Jugador
Zamalek
- Premier League egípcia : 1991–92, 1992–93
- Copa Africana de Campions de Clubs : 1993[20]
- Supercopa CAF : 1994[21]

Sporting CP
- Copa portuguesa de futbol: 1994–95[22]

Barcelona
- Copa del Rei: 1996–97[23]
- Copa Catalunya: 1999-00

Nigèria
- Copa d'Àfrica de Nacions: 1994; subcampió: 2000[24]
- Jocs Olímpics: 1996

Individual
- Futbolista africà de l'any: 1994[25]
- Futbolista africà de l'any de la BBC: 1996[26]

### Entrenador
Selecció de futbol sub-17 de Nigèria
- Copa del Món Sub-17 de la FIFA: 2015

## Vida personal
Els germans petits d'Amunike, Kingsley i Kevin, també van ser futbolistes. Tots dos també van jugar diversos anys a Portugal, entre altres països.